# 2029 год в кино

## Событие
- 21 декабря — Джеймс Кэмерон — режиссёр будущего фильма «Аватар 4».

## Фильм
- «Аватар 4» (англ. Avatar 4), США (реж. Джеймс Кэмерон)